# Miguel Rebosio
César Miguel Rebosio Compans (ur. 20 października 1976 w Limie) – peruwiański piłkarz występujący na pozycji obrońcy. Posiada również obywatelstwo włoskie.

## Kariera klubowa
Rebosio swoją karierę klubową rozpoczynał w trzecioligowym zespole Guardia Republicana. Stąd przeniósł się do popularnego klubu Sporting Cristal. W latach 2000–2005 występował w Hiszpanii. Z Realem Saragossa wywalczył Copa del Rey w sezonie 2003-2004. W roku 2005 powrócił do ojczyzny, gdzie podpisał kontrakt z Alianzą. Następnie zaliczył też występy w zespołach takich jak Sport Boys, PAOK FC, Sporting Cristal i Universidad César Vallejo. W grudniu 2009 skończył mu się kontrakt ze Sport Boys i od tego czasu pozostawał bez klubu.

### Statystyki klubowe
| Klub                      | Sezon     | Kraj      | Rozgrywki        | Mecze | Gole |
| ------------------------- | --------- | --------- | ---------------- | ----- | ---- |
| Sport Boys                | 2009      | Peru      | Primera División | 2     | 0    |
| Universidad César Vallejo | 2008      | Peru      | Primera División | 25    | 1    |
| Sporting Cristal          | 2007      | Peru      | Primera División | 4     | 1    |
| PAOK FC                   | 2006-2007 | Grecja    | Alpha Ethniki    | 3     | 0    |
| Sport Boys                | 2006      | Peru      | Primera División | 8     | 0    |
| Alianza                   | 2005      | Peru      | Primera División | 13    | 0    |
| UD Almería                | 2004-2005 | Hiszpania | Segunda División | 18    | 1    |
| Real Saragossa            | 2003-2004 | Hiszpania | Primera División | 27    | 1    |
| Real Saragossa            | 2002-2003 | Hiszpania | Segunda División | 37    | 0    |
| Real Saragossa            | 2001-2002 | Hiszpania | Primera División | 17    | 0    |
| Real Saragossa            | 2000-2001 | Hiszpania | Primera División | 12    | 0    |
| Sporting Cristal          | 2000      | Peru      | Primera División | 12    | 0    |
| Sporting Cristal          | 1999      | Peru      | Primera División | 33    | 0    |
| Sporting Cristal          | 1998      | Peru      | Primera División | 39    | 1    |
| Sporting Cristal          | 1997      | Peru      | Primera División | 26    | 1    |
| Sporting Cristal          | 1996      | Peru      | Primera División | 18    | 0    |
| Guardia Republicana       | 1995      | Peru      | Copa Perú        | ?     | ?    |

Ostatnia aktualizacja: 18 czerwca 2010.

## Kariera klubowa
Rebosio brał udział w trzech edycjach Copa América i Złotym Pucharze CONCACAF 2000.

### Statystyki reprezentacyjne
| Reprezentacja | Rok  | Mecze | Gole |
| ------------- | ---- | ----- | ---- |
| Peru          | 2005 | 4     | 0    |
| Peru          | 2004 | 10    | 0    |
| Peru          | 2003 | 8     | 0    |
| Peru          | 2002 | 0     | 0    |
| Peru          | 2001 | 6     | 0    |
| Peru          | 2000 | 12    | 0    |
| Peru          | 1999 | 12    | 0    |
| Peru          | 1998 | 1     | 0    |
| Peru          | 1997 | 7     | 0    |

Ostatnia aktualizacja: 18 czerwca 2010.